# Rio dei Vetrai
Il Rio dei Vetrai è un canale sull'isola di Murano.

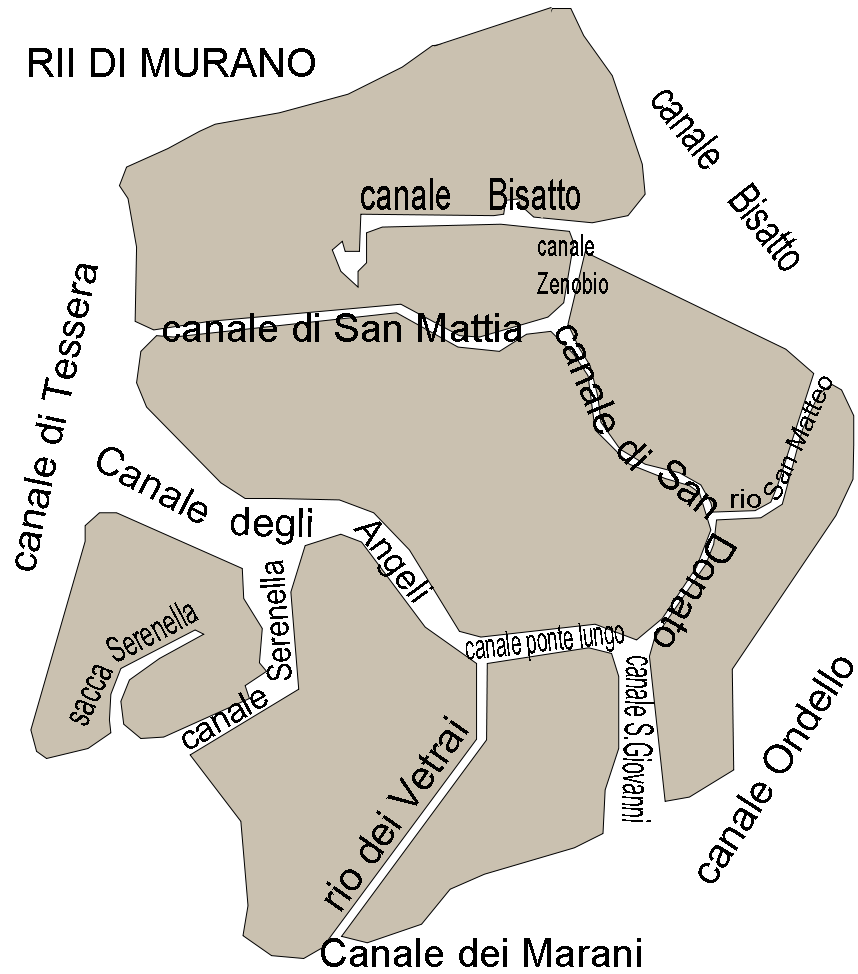
Rii di Murano

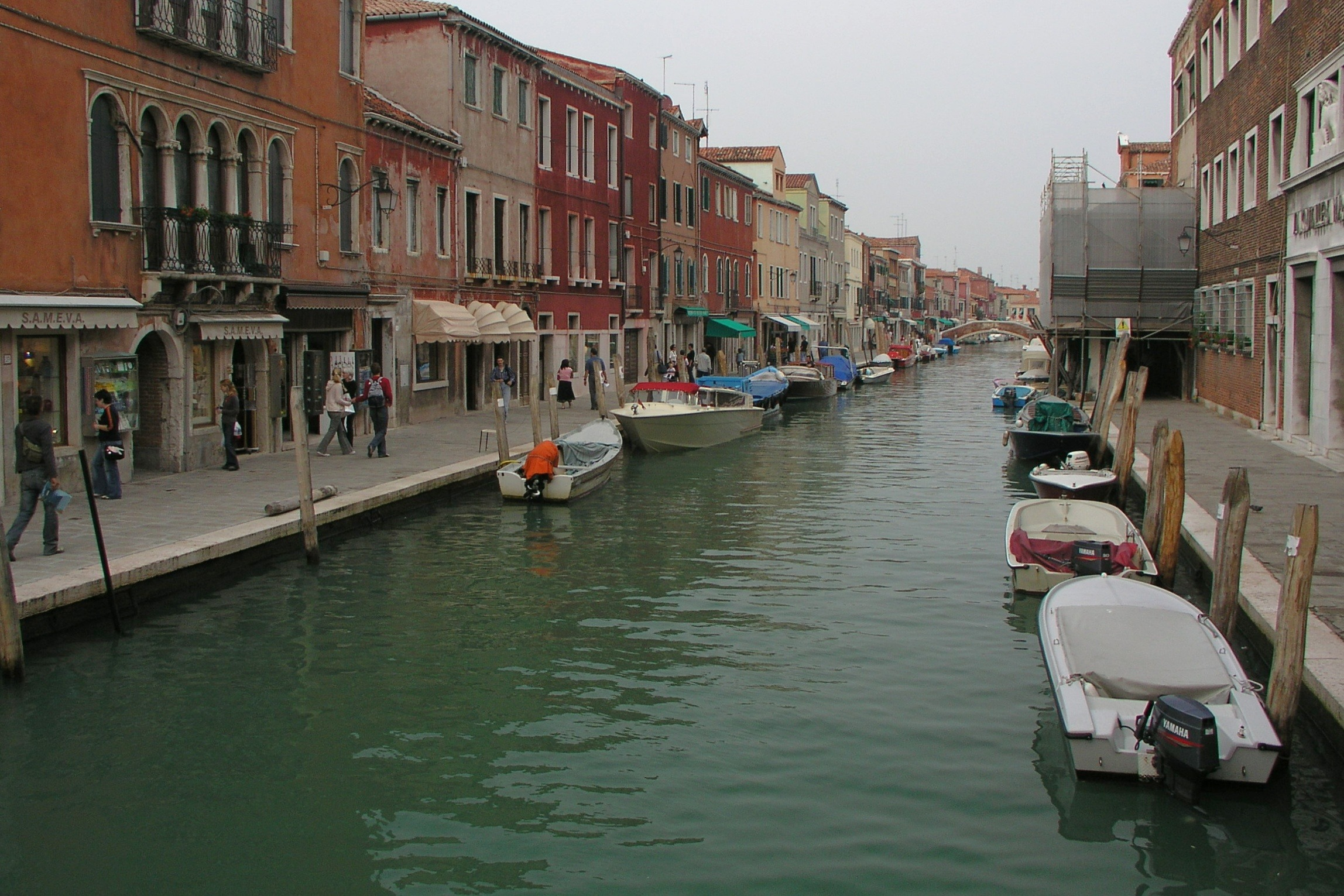
Il rio dei Vetrai

## Descrizione
Il canale ha una lunghezza di circa di 500 metri e collega il canale Grande di Murano con il canale dei Marani, nel tratto compreso tra la chiesa di San Pietro Martire e il campanile della vecchia chiesa di S. Stefano, vicino al molo Murano-Colonna.
Le fondamente ai lati del canale (la fondamenta Daniele Manin sul lato orientale e la fondamenta dei Vetrai su quello occidentale)  accolgono la maggior parte delle vetrerie di Murano: ci sono tra l'altro le ex Vetrerie di Murano Franchetti (XIX secolo), la Fornace Gino Mazzuccato, la Fornace CAM (XVI secolo), la Vetreria AVEM (1830) e la fabbrica di mosaici (XVI secolo) nonché edifici antichi come la casa Gisberti con le Ca'Angelo del Gallo-Obizzi-Sodeci-Cipollato-Ferro (XVI secolo) e la Ca' Corner (XIV secolo).

## Ponti
Il canale viene attraversato da tre ponti (da nord a sud):
- Ponte San Pietro Martire di Murano
- Ponte de Mezo Murano
- Ponte Santa Chiara